# 劉洪謨
劉洪謨，字仕沐，號惟後，江西南昌府進賢縣民籍南昌县人，明朝政治人物。同进士出身。

## 生平
五月二十五日生，治書经。萬曆十六年戊子科江西鄉試第十名舉人，萬曆二十三年（1595年）乙未科进士，禮部觀政，二十四年六月授任浙江建德县知县，二十五年九月调仁和县，升工部主事，芜湖关税有滥貲，洪谟独不受。有中贵赍佛像者，驿骚甚，洪谟严治其党。复有中贵遣购御膳，以非簿正格之。升承天知府，抗陵监不肯下，调真定府，三十八年七月升山西易州兵备副使。以卓异，升福建漳南參政，告休。四十六年十一月降补贵州都清道副使，升廣西右參政。天启二年（1622年）二月以举卓异，赐宴于礼部，九月升光禄寺少卿，疏荐庶吉士王启元及漳州处士丁懋己，乞徵入进讲。三年五月，升太仆寺少卿。撰《葵输六篇》奏之，旨嘉其忠。撰《续大学衍义》十八卷。

## 家族
曾祖劉傑屏。祖劉伯遷。父劉廷績，庠生、封仁和知縣。母龍氏，封孺人。永感下。兄劉仕賢（進士、佥事）、劉仕禎（舉人、知州）、劉仕鋭（舉人、知縣）、劉仕階（進士、知縣）、劉仕泰（舉人、知縣）、仕驭（廪生）、仕洵（庠生）、劉仕松（舉人、知縣）。弟劉仕鎮（甲午舉人）。娶葛氏，封孺人。子劉曰棐。